# Certima minorata
Certima minorata là một loài bướm đêm trong họ Geometridae.